# Kae Tempest

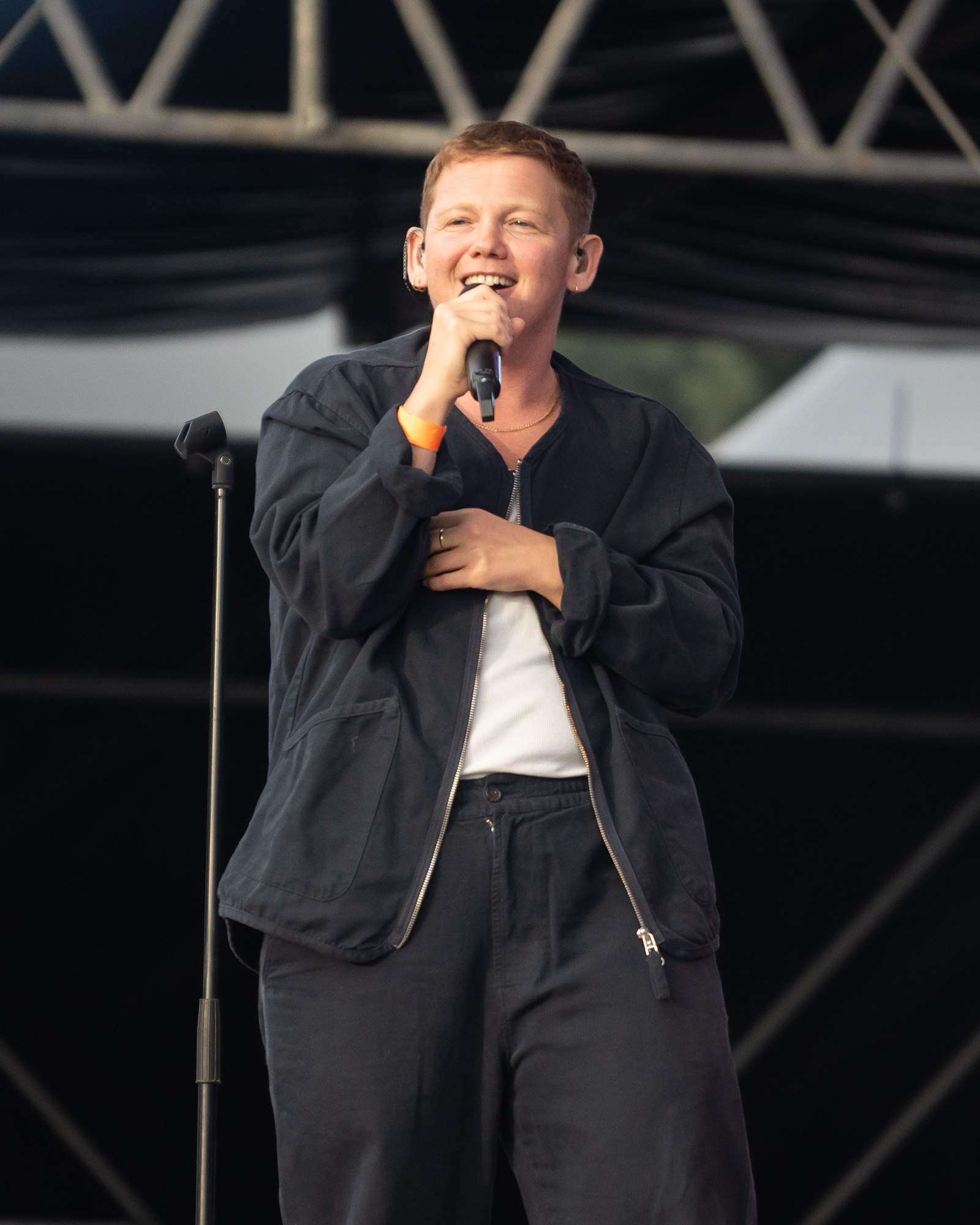
Kae Tempest bei La Route du Rock 2024

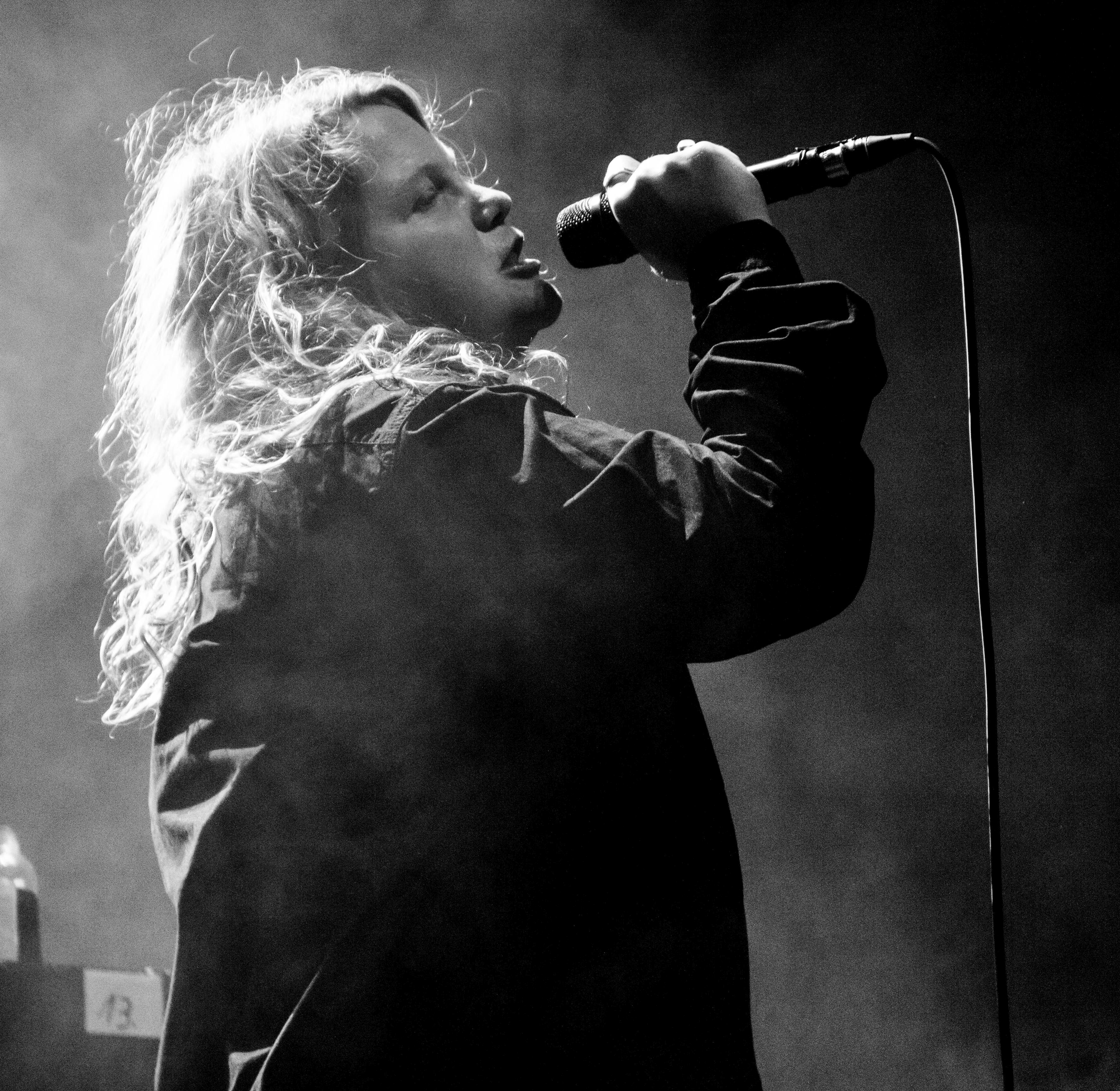
Kae Tempest am Haldern Pop Festival (2017)

Kae Tempest (* 22. Dezember 1985 in Brockley, South London) ist eine britische Person, die in den Bereichen Rap, Lyrik und Literatur (Theater und Romane) tätig ist.

## Leben
Kae Tempest wurde als jüngstes von fünf Kindern im Südosten Londons geboren und wuchs dort auch auf. Nach dem Abbruch der Schulausbildung im Jahr 2001 hatte Tempest mit 16 Jahren in London den ersten Rap-Auftritt.
Tempest identifizierte sich im Jahr 2019 als queer. Im August 2020 kündigte Tempest auf Twitter an, fortan den Namen Kae zu tragen und statt der bisherigen weiblichen Pronomen she/her („sie/ihr“) das geschlechtsneutrale they (deutsch gelegentlich: dey) zu verwenden. Diese Bekanntgabe wurde in Medienberichten als Ausdruck einer nichtbinären Geschlechtsidentität verstanden (genderneutral). Ende April 2025 gab Tempest bekannt, ein nichtbinärer trans Mann zu sein, und kündigte an, die Pronomen he/him („er/ihn“) zu nutzen.

## Karriere
Tempest begann 2006 im Alter von 21 Jahren, an Poetry-Slams teilzunehmen. Mit der eigenen Band Sound of Rum tourte Tempest in Europa, Australien und Amerika. Tempest trat im Vorprogramm unter anderem beim britischen Singer-Songwriter Billy Bragg auf. Es folgten Auftritte beim Glastonbury Festival und weiteren Veranstaltungen.
Im Jahr 2012 erschien Tempests erste Gedichtsammlung Everything Speaks in its Own Way („Alles spricht in seiner eigenen Art“); das erste Theaterstück Wasted erschien 2013 („Verschwendet“). Mit der Spoken-Word-Performance Brand New Ancients (deutsch: Brandneue Klassiker) gewann Tempest 2013 als erste nicht-männliche Lyrik-Person unter 40 den Ted Hughes Award, den Lyrikpreis der britischen Poetry Society.
Das Album Everybody Down erschien 2014. Es wurde produziert von Dan Carey und nominiert für den Mercury Prize 2014. Tempests erster Roman The Bricks That Built The Houses wurde 2016 veröffentlicht (deutsch: Worauf Du Dich verlassen kannst).
Tempest wurde 2021 in der Theatersparte der Biennale di Venezia „für ein vielfältiges Werk“ mit dem Silbernen Löwen geehrt.

## Werke

### Lyrik
- 2012: Everything Speaks in its Own Way.
- 2014: Hold Your Own. Pan Macmillan, London, ISBN 978-1-4472-4121-8.
  - Deutsche Ausgabe: Hold Your Own. Gedichte. Aus dem Englischen übersetzt von Johanna Wange. Suhrkamp, Berlin 2016, ISBN 978-3-518-12706-3.
- 2016: Let Them Eat Chaos. Picador, London, ISBN 978-1-5098-3000-8.
  - Deutsche Ausgabe: Let Them Eat Chaos / Sollen sie doch Chaos fressen. Gedichte. Aus dem Englischen übersetzt von Johanna Davids. Suhrkamp, Berlin 2018, ISBN 978-3-518-12754-4.
- 2018: Running Upon The Wires. Picador, London, ISBN 978-1-5098-3002-2.
  - Deutsche Ausgabe: Running Upon The Wires / Vibrationen. Gedichte. Aus dem Englischen übersetzt von Johanna Davids. Suhrkamp, Berlin 2020, ISBN 978-3-518-12760-5.
- 2023: Divisible by Itself and One. Picador, London, ISBN 978-1-5290-7311-9.
  - Deutsche Ausgabe: Divisible by Itself and One / Teilbar durch sich selbst und eins Englisch und Deutsch. Aus dem Englischen von Rike Scheffler. Suhrkamp, Berlin 2023, ISBN 978-3-518-12809-1.

### Spoken Word Performance
- 2012: Brand New Ancients – Ted Hughes Award 2013 (2014 als CD veröffentlicht)
  - 2017:deutsch/englisch Brand New Ancients/Brandneue Klassiker Lyrik. Edition Suhrkamp, Berlin 2017, ISBN 978-3-518-12733-9.

### Theaterstücke
- 2013: Wasted
- 2014: Glasshouse
- 2014: Hopelessly Devoted
- 2021: Paradise[14]

### Roman
- 2016: The Bricks That Built The Houses. Bloomsbury Circus, London.
  - Deutsche Ausgabe: Worauf Du Dich verlassen kannst. Aus dem Englischen übersetzt von Karl und Stella Umlaut. Rowohlt, Reinbek bei Hamburg 2016, ISBN 978-3-499-26989-9.

### Essay
- 2020: On Connection, Faber & Faber, London.[15]
  - Deutsche Ausgabe: Verbundensein. Aus dem Englischen von Conny Lösch. Suhrkamp, Berlin 2021, ISBN 978-3-518-47164-7.

### Alben
- 2011: Balance (mit „Sound of Rum“)
- 2014: Everybody Down – nominiert für den Mercury Prize 2014
- 2016: Let Them Eat Chaos
- 2019: The Book of Traps and Lessons
- 2022: The Line Is a Curve
- 2025: Self Titled

### Kollaborationen
- 2019: Trust In The Lifeforce Of The Deep Mystery (mit The Comet Is Coming)
- 2019: Where the Heart Is (mit Elysian String Quartet)
- 2023: Geronimo Blues (mit Speakers Corner Quartet)

### EPs
- 2023: Nice Idea

### Singles
- 2014: Our Town
- 2014: The Beigeness
- 2014: Circles
- 2015: Bad Place for a Good Time
- 2015: Europe Is Lost
- 2017: Tunnel Vision
- 2018: Bubble Muzzle - Live
- 2019: People's Faces - Streatham Version
- 2020: Unholy Elixir
- 2022: More Pressure (mit Kevin Abstract)
- 2022: Salt Coast
- 2022: No Prizes (mit Dianne La Havas)
- 2022: I Saw Light (mit Grian Chatten)
- 2022: Move Rework (mit Kojey Radical)
- 2023: Nice Idea
- 2025: Statue In The Square
- 2025: Know Yourself